# وینکولین
وینکولین (انگلیسی: Vinculin) یک پروتئین اسکلت سلولی در پستانداران است که در چسبندگی موضعی سلول‌ها و اتصال اینتگرین به اکتین دیوارهٔ سلول نقش دارد.
توالی آمینواسیدی این پروتئین تا حدود ۲۰ الی ۳۰ درصد مشابه توالی آلفا-کاتنین است که عملکرد نسبتاً مشابهی با آن دارد.
وزن ملکولی وینکولین ۱۱۷ کیلو دالتون است و از ۱۰۶۶ اسید آمینه تشکیل شده‌است و در انسان، توسط ژن «VCL» که بر روی کروموزوم ۱۰ قرار دارد، کُد می‌شود.